# Masato Hasegawa
Masato Hasegawa (japanisch 長谷川 正人 Hasegawa Masato) ist ein japanischer Neurowissenschaftler am Tokyo Metropolitan Institute of Medical Science (Igakuken). Hier ist er Leiter der Abteilung für Demenzforschung.
Masato Hasegawa war Forschungsassistent bei Yasuo Ihara, bei Michel Goedert und bei Takeshi Iwatsubo. Hasegawa arbeitet am Igakuken zu den molekularen Ursachen neurodegenerativer Formen der Demenz, darunter der Rolle des Ubiquitin bei der Entstehung von Morbus Parkinson oder des TDP-43 bei der Entstehung der Amyotrophen Lateralsklerose (ALS) und der Frontotemporallappen-Degeneration (FTLD).
Laut Datenbank Scopus hat Hasegawa einen h-Index von 79 (Stand Oktober 2023). Seit 2022 zählt der Medienkonzern Clarivate Hasegawa aufgrund der Zahl der Zitationen zu den Favoriten auf einen Nobelpreis (Clarivate Citation Laureates).